# Liste der Kulturdenkmale in Kiel-Wellingdorf
In der Liste der Kulturdenkmale in Kiel-Wellingdorf sind alle Kulturdenkmale des Stadtteils Wellingdorf der schleswig-holsteinischen Landeshauptstadt Kiel aufgelistet (Stand: 10. März 2025).
Die Bodendenkmale sind in der Liste der Bodendenkmale in Kiel aufgeführt.

## Legende
In den Spalten befinden sich folgende Informationen:
- Objekt-ID: die Nummer des Kulturdenkmales
- Lage: die Adresse des Kulturdenkmales und die geographischen Koordinaten. Kartenansicht, um Koordinaten zu setzen. In der Kartenansicht sind Kulturdenkmale ohne Koordinaten mit einem roten Marker dargestellt und können in der Karte gesetzt werden. Kulturdenkmale ohne Bild sind mit einem blauen Marker gekennzeichnet, Kulturdenkmale mit Bild mit einem grünen Marker.
- Offizielle Bezeichnung: Bezeichnung des Kulturdenkmales
- Beschreibung: die Beschreibung des Kulturdenkmales
- Bild: ein Bild des Kulturdenkmales

## Bauliche Anlagen
| Objekt-ID     | Lage | Offizielle Bezeichnung | Beschreibung | Bild                             |
| ------------- | --- | ---------------------- | --- | -------------------------------- |
| 9568 Wikidata | Danziger Straße 31 (54° 19′ 22″ N, 10° 10′ 31″ O)                                                            | Theodor-Storm-Schule   | Alteintragung (Aktualisierung vorgesehen) - Begründung: geschichtlich, wissenschaftlich, künstlerisch - Schutzumfang: gesamtes Objekt - Denkmaltyp: Bauliche Anlage | weitere Fotos \| Fotos hochladen |
| 24248         | Klausdorfer Weg; Das Denkmal befindet sich auf dem Gelände des Ostfriedhofes. (54° 18′ 59″ N, 10° 11′ 26″ O) | Kriegerdenkmal 1914/18 | Alteintragung (Aktualisierung vorgesehen) - Begründung: Alteintragung (Aktualisierung vorgesehen) - Schutzumfang: Alteintragung (Aktualisierung vorgesehen) - Denkmaltyp: Bauliche Anlage | Fotos hochladen                  |
| 3257          | Schönberger Straße 2 (54° 19′ 37″ N, 10° 11′ 11″ O)                                                          | ehem. Wassermühle      | Alteintragung (Aktualisierung vorgesehen) - Begründung: Alteintragung (Aktualisierung vorgesehen) - Schutzumfang: Alteintragung (Aktualisierung vorgesehen) - Denkmaltyp: Bauliche Anlage | Fotos hochladen                  |
| 3258          | Schönberger Straße 3 (54° 19′ 35″ N, 10° 11′ 14″ O)                                                          | Sparkasse              | Alteintragung (Aktualisierung vorgesehen); Der Schriftzug Kieler Spar- und Leihkasse bezieht sich auf den früheren Namen der Sparkasse Kiel, die viele Jahre eine Filiale in dem Gebäude betrieb. - Begründung: Alteintragung (Aktualisierung vorgesehen) - Schutzumfang: Alteintragung (Aktualisierung vorgesehen) - Denkmaltyp: Bauliche Anlage | Fotos hochladen                  |
| 8771          | Schönberger Straße (54° 19′ 37″ N, 10° 11′ 12″ O)                                                            | Schwentinebrücke I     | Alteintragung (Aktualisierung vorgesehen); Unter dem Brückenbogen gibt es eine Umsetzstelle für Kanuwanderer. - Begründung: Alteintragung (Aktualisierung vorgesehen) - Schutzumfang: Alteintragung (Aktualisierung vorgesehen) - Denkmaltyp: Bauliche Anlage                                                                                     | Fotos hochladen                  |
| 12358         | Schönberger Straße (54° 19′ 39″ N, 10° 11′ 12″ O)                                                            | Schwentinebrücke II    | Alteintragung (Aktualisierung vorgesehen); Unter dem Brückenbogen befindet sich seit 2013 eine Kaplan-Turbine. - Begründung: Alteintragung (Aktualisierung vorgesehen) - Schutzumfang: Alteintragung (Aktualisierung vorgesehen) - Denkmaltyp: Bauliche Anlage                                                                                    | Fotos hochladen                  |
| 8759          | Wischhofstraße 1 - 3 (54° 19′ 38″ N, 10° 10′ 50″ O)                                                          | Verwaltungsgebäude     | Alteintragung (Aktualisierung vorgesehen) - Begründung: geschichtlich, künstlerisch, städtebaulich - Schutzumfang: gesamtes Objekt - Denkmaltyp: Bauliche Anlage | Fotos hochladen                  |

## Quelle
- Liste der Kulturdenkmale in Schleswig-Holstein – Landeshauptstadt Kiel (PDF)

- Karte mit allen Koordinaten:
- OSM |
- WikiMap